# 수스티타바르만
수스티타바르만 또는 스리므리강카(590-595)는 6세기 말 카마루파의 통치자였다. 그는 스티타바르만 왕과 나야나데비 왕비의 아들이었다.

## 치세
수스티타바르만은 스리므리강카라는 별칭으로 유명했다. 그의 두 아들인 수프라티스티타바르만과 바스카라바르만이 차례로 그의 뒤를 이었다. 하르샤차리타는 바스카라바르만이 그의 아버지의 뒤를 이어 즉위했다고 말하지만, 바스카르바르만의 비문에는 그가 그의 형이 한동안 통치한 후에 권력을 잡았다고 적혀 있다.